# Celler Batlliu de Sort
Batlliu de Sort és un celler d'Olp (terme municipal de Sort), una empresa que comença el 2010 amb unes vinyes plantades el 2006 i que elabora vins de la Denominació d'Origen Costers del Segre.

## Història
Va ser fundat el 2010 per cinc amics de Sort.
Abans de la plaga de la fil·loxera, a Sort existia la vinya, de baixa rendibilitat, però que es va acabar d'extingir amb la ramaderia intensiva.

## Vinyes

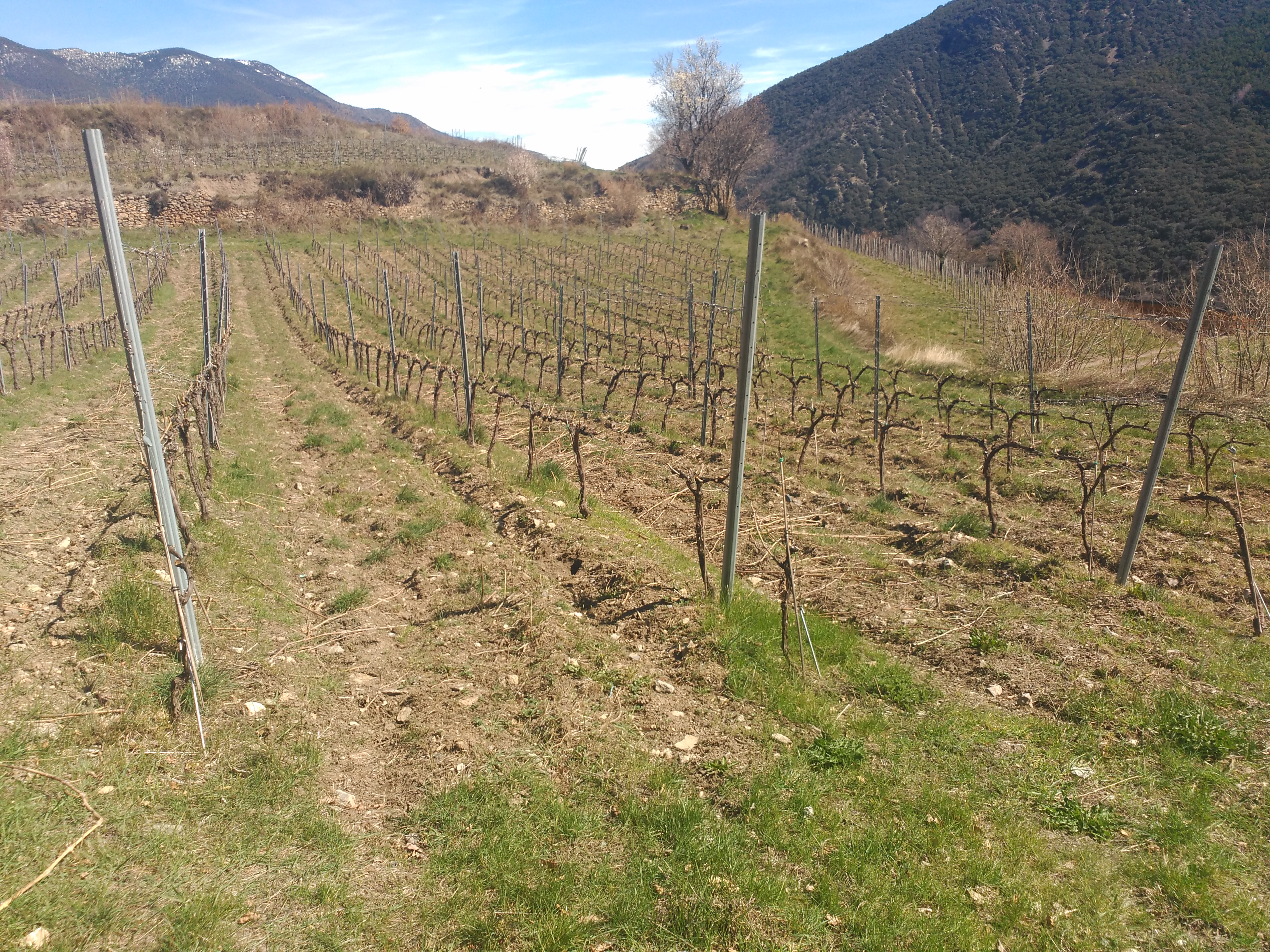
Vinyes a 900 metres al Pallars Sobirà

Disposa de 16.000 plantes situades a uns 900 metres d'altitud, ocupant 7 hectàrees, de les més altes de la DO Costers del Segre, i es cultiva pinot noir, sirà i garnatxa negra (negres) i gewürztraminer, xarel·lo, muscat, i garnatxa blanca i vionyer (blancs).
A la finca la terra és de tipus argil·localcària i amb pissarra.

## Vins
Els vins que elabora Batlliu de Sort estan al mercat amb les etiquetes Biu blanc i Biu negre, amb les diverses varietats. Un 4% de la producció s'exporta als Estats Units. Allà la guia Parker els va atorgar 92 punts